# Народний Оглядач (сайт)
Народний Оглядач (ar25.org) — український вебсайт, що оцінюється низкою дослідників як расистський, екстремістський та ксенофобний онлайн-ресурс. Позиціює себе як «інтернет-портал стратегічних новин» і «світоглядний орган середнього класу, розрахований на етнічних українців». Заснований 1999 року письменником Ігорем Каганцем. Сайт зосереджений на дослідженні типології людини, автентичного Євангелія та переходу до постіндустріальної цивілізації.    

## Власне позиціювання
За словами засновника сайту Ігоря Каганця, цільова авдиторія сайту — позитивно налаштовані дієві етнічні українці, спроможні до самостійного мислення. Автори стверджують, що діяльність порталу здійснюється роботою і коштами самої спільноти прихильників «Народного Оглядача». Портал позиціює себе як волонтерський проєкт глобальної спільноти українців, яка досліджує постіндустріальне суспільство і здійснює ігрове моделювання його головних компонентів, до яких, на думку засновників, належать: світогляд, ідеологія постіндустріального націоналізму, українська мова, стартап-культура, оздоровлення та омолодження, харчування, технології.

## Особливості
Портал україномовний, проте важливі статті перекладаються англійською, французькою, польською, литовською, португальською, італійською та російською мовами.  
У 2017 розроблено андроїд-застосунок «Народний Оглядач» для читання сайту зі смартфонів, який можна було безплатно завантажити на сайті Google Play. 
Найважливіші статті озвучуються і транслюються на Ютуб-каналі «Оглядач ar25.org». Портал виробив чимало відеопередач та відеофільмів, які можна переглянути на цьому ж Ютуб-каналі.

## Історія
Пілотний паперовий випуск Народного Оглядача побачив світ на початку 1999 року.

Пілотний випуск паперового Народного Оглядача, 1999 рік.

У футері сайту Народний Оглядач є інформація про його існування з 1999 року. Спочатку було пілотне друковане видання, присвячене важливим суспільно-політичним темам. Пізніше простенький блог, який вівся в Інтернеті. На початку 2020 року здійснено новий дизайн сайту, адаптований для читання з мобільних пристроїв.

### Проєкти
Від березня 2018 року портал випускає друкований додаток у вигляді альманаху «Гартленд».
29 грудня 2019 року на 38-ій конференції спільноти «Народний Оглядач» засновано «Центр постіндустріальних досліджень Україна-США», який очолив філософ Богдан Бень. В рамках цього напрямку здійснюються україномовні переклади з англомовних статей і відеозаписів конференцій, здійснюються власні рецензії на літературні твори світового значення, зокрема «Чеснота націоналізму» ізраїльського філософа Йорама Хазоні.
Портал організовує круглі столи, переважно футурологічного спрямування. 24 травня 2002 року разом з Європейським університетом (Київ) «Народний Оглядач» провів «круглий стіл» з питань сучасного тероризму..
Протягом 1998—2009 років портал видавав «Журнал нової еліти Перехід-IV» (всього видано 13 випусків).
Протягом 2009—2013 років портал видавав паперовий бюлетень «Народний Оглядач» (всього видано 15 випусків).
Спільно з рок-гуртом Кому Вниз у 2013 році видали аудіоальбом «Реформація: 25 пунктів». «Фактично дана музична збірка стала розвитком компакт-диску „Перехід-IV — Музика Для Локомотива“, який вийшов у якості додатку до журналу „Перехід-IV“ у 2001  р. і містив композиції як КОМУ ВНИЗ, так і „Вія“, „Океану Ельзи“, Марії Бурмаки та Каті Чилі, помережаними цитуваннями „Бгаґавад-Ґіти“ голосом Андрія Середи. Однак на противагу виданню 2001 р. збірка „Реформація: 25 Пунктів“ сформована виключно із пісень КОМУ ВНИЗ і тому складає особливий інтерес для шанувальників гурту». «Цей цілком самостійний та самоцінний „аудіододаток“, що вже починаючи з обкладинки закликає „до глибин, до коренів, до першоджерел Віри“, слід було б визнати чи не найпотужнішим українським музичним релізом за перше півріччя 2009 року».
За сприяння Народного Оглядача у 2010 році професор Петро Масляк опублікував книгу «День Незалежності». Здійснено україномовний переклад книги «Майстер-ключ» Чарльза Френсіса Ганела. Оприлюднено україномовні переклади «Дао Де Дзин», «Бгаґават-Ґіти», відредагована версія Євангелія «Добра Новина Ісуса Хреста, Сина Божого».
У 2012 році здійснено дослідження про історію створення ОУН (р) під проводом Степана Бандери під загальною назвою "Проєкт «Бандера»".
У 2020 році у статті "Політична зоологія" започатковано комплексне дослідження ролі корпоративних психопатів у поточній глобальній кризі. 
У вересні 2022 року опубліковано статтю про те, що у нинішній глобальній кризі пройдено найгостріший момент, відтак цю кризу можна вважати розв'язаною – «Український рубильник і американський бульдозер: пік глобальної кризи пройдено (+аудіо)».  

### Кіно
Коштами спільноти «Народний Оглядач» було здійснено українське озвучення кінофільмів «Хвиля / Die Welle (2008)», «Людина з планети Земля / The Man from Earth (2007)», Частоти / Frequencies / OXV: The Manual (2013).

## Зміст сайту
У 2003 році у блозі на порталі Ярослав Береговий порушував питання «педагогіки толерантності».
У публікаціях на сайті виявляються антисемітські мотиви на релігійному ґрунті при загальній симпатії до держави Ізраїль
Сайт передруковував статті з дослідженням причин теракту норвезького терориста Андерса Брейвіка. 
На думку редакції сайту «Еліта», редактори «Народного оглядача» неоднозначно та не постійно ставляться до окремих політиків, зокрема спочатку ставилися скептично до Дональда Трампа в американській політиці, але згодом стали схвалювати його дії. Також відмічають увагу редакції до китайсько-американського протистояння й залучення України до цих процесів.

## Огляд романів Френка Герберта
Культовим письменником сайту Народний Оглядач є американський письменник-фантаст Френк Герберт, тому окремою спецтемою  є статті, присвячені роману і кінофільму "Дюна", а також іншим творам автора. У 2015 році спільнотою Народного Оглядача було створено групу з перекладу роману «Дюна» українською мовою, а у 2017 році були опубліковані перші розділи цього перекладу.
26 травня 2015 р. у програмі «Друге дно» на ТБ-7 Ігор Каганець і Катерина Чередніченко розглянули езотеричне ядро науково-фантастичного кінофільму «Дюна», знятого за однойменним романом Френка Герберта. Були також програми присвячені іншим популярним кінофільмам, зокрема, кінострічці «Матриця».
19 березня 2024 р. Ігор Каганець опублікував на сайті статтю "Фільм і роман «Дюна» як війна людей і психопатів – три вибухові ідеї таємного послання Френка Герберта". У цій статті автор робить несподівані висновки про те, що первісний роман «Дюна» описує модель війни людей проти психопатів. Цей роман Герберт написав під впливом глибокого занурення в політичне життя США середини 20 століття. Усі наступні романи франшизи «Дюна» є лише засобом привертання уваги до первинного твору. 
Продовження цього дослідження відбулось у статті «Вулик Геллстрома», «Дюна» і 10 принципів Джигаду – політичний проект Френка Герберта. Ігор Каганець стверджує, що саме "Вулик Геллстрома" є справжнім продовженням Дюни, бо присвячений проблемам управління суспільством і засиллю психопатів у владних структурах. Якщо роман «Дюна» сформулював проблему – поневолення людей людиноподібними тваринами – і закликав до визвольного Джигаду, то роман «Вулик Геллстрома» сформулював основні принципи цього Джигаду. 
Обидві статті є озвученими та доступними на Ютубі: 
- Фільм і роман Дюна як війна людей і психопатів – три вибухові ідеї таємного послання Френка Герберта
- Вулик Геллстрома», «Дюна» і 10 принципів Джигаду – політичний проект Френка Герберта.

## Оцінки сайту
Сайт «Народний Оглядач» дослідники відносять до ультраправих сайтів в Україні, а його аудиторію описують як націоналістичну з ухилом до ксенофобії та нацизму.  
Сайт оцінювався низкою дослідників як расистський, екстремістський та ксенофобський онлайн-ресурс.
Сайт є посередником між іншими онлайн-ресурсами націоналістичного та націонал-соціалістичного спрямування в Україні. Український і радянський астрофізик і один з лідерів Народного Руху України Леонід Шульман у статті для сайту «Майдан» у 2006 році описав назву сайту як кальку з нацистського «Völkischer Beobachter» , а редакцію як расистську та «псевдонаціоналістичну». Доцент Львівського національного університету, кандидат політичних наук Володимир Лернатович описує сайт як «пропагандистський» і «конспірологічний». 
Журналіст Віктор Тригуб оцінив сайт схвально: «Серед багатьох ресурсів українського інтернету, цей вирізняється розсудливістю, патріотизмом, науковим підходом до розв'язання болючих проблем суспільства. Ідуть пошуки шляхів розвитку України!». 
У пресі «Народний оглядач» неодноразово звинувачували в розповсюдженні неправдивої інформації, спотворенні інформації з інших онлайн-джерел за допомогою «токсичних заголовків і рисунків». Особливо багато сумнівної та неправдивої інформації на сайті виявляли під час епідемії коронавірусної хвороби 2019 упродовж 2020-2021 років. 